# Бэкон, Ллойд
Ллойд Фрэнсис Бэкон (англ. Lloyd Bacon; 4 декабря 1889 — 15 ноября 1955) — американский актёр театра и кино, кинорежиссёр. Как режиссёр он снимал фильмы практически во всех жанрах: вестерн, мюзикл, комедия, гангстерские фильмы, криминальные драмы. Был одним из режиссёров кинокомпании «Warner Bros.» в 1930-х годах.

## Биография
Бэкон родился в Сан-Хосе, штат Калифорния, в семье актёра Фрэнка Бэкона и Дженни (Вейдман) Бэкон.
Бэкон начал сниматься в кино как актёр с Чарли Чаплином и снялся в более чем в 40 фильмах. Наиболее заметными были его роли в фильмах «Бродяга» (1915), «Чемпион» (1915) и «Тихая улица».
Позже он был режиссёром более чем 100 фильмов в период с 1920 по 1955 год, среди которых наиболее известны: «42-я улица», «Меченая женщина», «Ковбой из Бруклина» (в котором снялся Рональд Рейган), «Шаги в темноте».
Бэкон умер 15 ноября 1955 года кровоизлияния в мозг. Он пережил двух своих бывших жен, сын Фрэнк (1937—2009) и дочь, Бетси.

## Избранная фильмография

### Как актёр
- 1915 — Чемпион — второй спарринг-партнёр / рефери
- 1915 — В парке — вор
- 1915 — Бродяга — жених девушки / второй грабитель
- 1915 — Вечер в мюзик-холле — зритель на галёрке
- 1916 — Обозрение творчества Чаплина в «Эссеней» — жених девушки / второй грабитель
- 1916 — Контролёр универмага — контролёр
- 1916 — Пожарный — отец девушки
- 1916 — Скиталец — художник / цыган
- 1916 — За экраном — режиссёр комедийного фильма / актёр детективного фильма
- 1917 — Тихая улица — анархист

### Как режиссёр
- 1933 — Охотник за фотографиями
- 1933 — 42-я улица
- 1936 — Кейн и Мейбл
- 1937 — Меченая женщина
- 1937 — Сан-Квентин
- 1939 — Невидимые полосы
- 1939 — Ковбой из Бруклина
- 1941 — Шаги в темноте
- 1944 — Воскресный ужин для солдата